# Товаровський Михайло Давидович
Михайло (Мойсей) Давидович Товаровський (рос. Михаил (Моисей) Давидович Товаровский; нар. 25 жовтня (7 листопада) 1903, Орловець, Київська губернія — пом. 6 січня 1969, Москва) — радянський футболіст і тренер. Півзахисник і нападник, грав за київські колективи 1920-х років. Перший тренер «Динамо» (Київ). Срібний призер чемпіонату СРСР 1936 (весна). Заслужений майстер спорту СРСР (1947). Орден Трудового Червоного Прапора (1957).

## Життєпис
У футбол почав грати 1918 року в Києві у командах Клубу любителів спорту (КЛС). У 1922—1926 — в основній команді «Желдора» (Київ). Усі наступні команди також були київські: «Радторгслужбовці» — 1927—1928, «Динамо» — 1928 (жовтень) — 1929 (липень), «Желдор» — 1929 (серпень) — 1930. Кількаразовий чемпіон Києва.
Грав за збірну Києва в 1921—1927 роках.
Головний тренер команди Київського військового округу — 1935 (з липня), «Динамо» (Київ) — 1935 (з вересня) − 1937, «Динамо» (Москва) — 1938. Тренер збірної Києва — 1935-36. Під його керівництвом «Динамо» (Київ) стало 2-м призером чемпіонату СРСР (1936 — весна) і 3-м призером чемпіонату СРСР (1937). Один із засновників наукової школи у вітчизняному футболі. З 1939 року і до кінця життя на викладацькій роботі у ДЦОЛІФКу, завідувач створеної ним кафедри футболу та хокею — з 1962 року. В 1945-49 роках одночасно був Державним тренером відділу футболу Всесоюзного комітету. Організатор і викладач школи тренерів при ГЦОЛІФКу — 1939-41. У 50-і роки був заступником голови тренерської ради Секції футболу СРСР, членом редколегії журналу «Спортивні ігри» — 1955-60. Автор численних праць з техніки і тактики гри, в тому числі підручників «Футбол. Навчальний посібник для секцій колективів фізкультури і спортивних шкіл» (1941, 1945, 1948, 1949), «Футбол. Навчальний посібник для шкіл тренерів і технікумів» (1961).
Помер 6 січня 1969 в Москві. Похований на Донському кладовищі в Москві (Колумбарій № 20, секція 41, ряд 4).

## Досягнення
- 2 місце в чемпіонаті СРСР: 1936 (весна)
- 3 місце в чемпіонаті СРСР: 1932 (серед команд міст і регіонів), 1937
- чемпіон УРСР: 1936
- Кубок УРСР: 1937, 1938